# Офіс міністра оборони США
Офіс міністра оборони США (англ. Office of the Secretary of Defense) — ключовий структурний підрозділ міністерства оборони Сполучених Штатів (OSD) — головний орган в системі управління оборонним відомством США. Він є головним штабним органом міністра оборони США, укомплектований цивільним персоналом, і виконує завдання міністра щодо забезпечення ним виконання його обов'язків, керівництво та контроль Міністерством оборони у реалізації завдань з розробки політики, планування, управління ресурсами, фіскальної та програмної оцінки цього державного органу управління. Офіс разом із Об'єднаним комітетом начальників штабів є штатною структурою секретаря оборони в управлінні Міністерством оборони, і виконує аналогічну роль, яку реалізує Виконавчий офіс Президента для президента США в управлінні всією виконавчою гілкою федерального уряду.
ОМО включає офіси власно міністра (SECDEF) та заступника міністра оборони (DEPSECDEF), а також помічника міністра оборони з питань досліджень та інженерії; помічника міністра оборони з питань придбання та утримання; помічника міністра оборони з питань політики; помічника міністра оборони (контролер); помічника міністра оборони з питань персоналу та готовності та помічника міністра оборони з питань розвідки. На усі ці посади кандидати призначаються безпосередньо Президентом, після затвердження Сенатом США, як і кожен їхній єдиний заступник.
Інші посади Офісу включають асистентів міністра оборони, помічників міністра оборони, генерального радника, директора, оперативних випробувань та оцінювання, директора з адміністрації та управління та інших службових служб, які міністр створює для надання допомоги у виконанні покладених на них обов'язків.

## Структура Офісу МО (на 2020 рік)

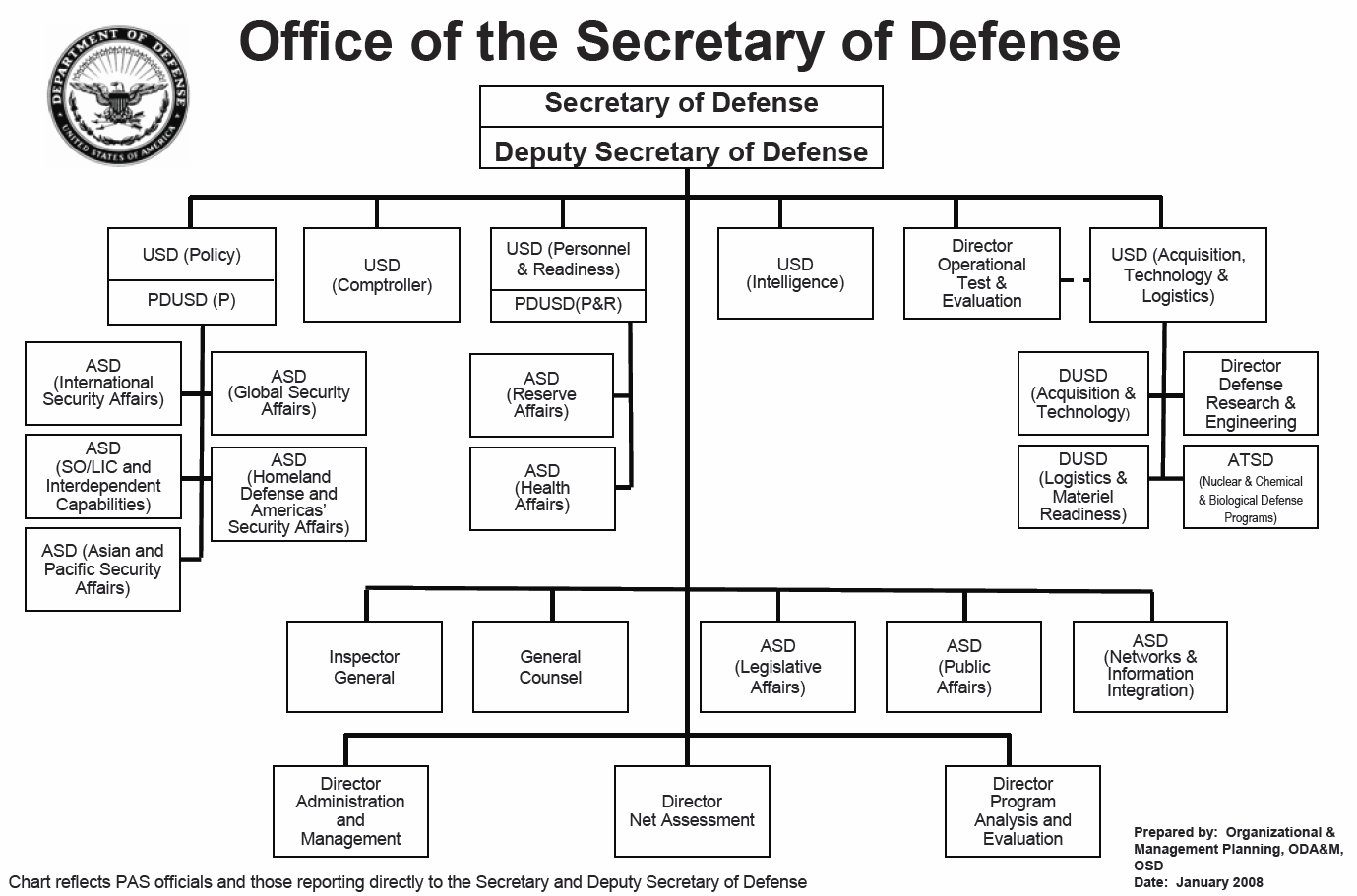
Організаційна структура офісу міністра оборони США на 2008 рік

- Міністр оборони США (SECDEF) та Заступник міністра оборони США
- Головний менеджер офісу МО (англ. Chief Management Officer of the Department of Defense)
- Спеціальні керівники підпорядковані безпосередньо МО США
  - Виконавчий секретар МО США (англ. Executive Secretary of the Department of Defense (ExecSec)
  - Генеральний консул міністерства оборони (англ. General Counsel of the Department of Defense)
  - Помічник міністра оборони з розвідувального контролю (англ. Assistant to the Secretary of Defense for Intelligence Oversight (ATSD(IO)
  - Помічник міністра оборони США по зв'язках з громадськістю (англ. Assistant to the Secretary of Defense for Public Affairs (ATSD(PA)
  - Головний офіцер з інформації (англ. Chief Information Officer (DoD CIO)
  - Керівник Міждисциплінарних функціональних груп, уповноважених у сфері оборони (англ. Senior Designated Officials of SECDEF-Empowered Cross Functional Teams)
- Заступник міністра оборони США з фінансового контролю
  - Перший помічник заступника міністра оборони (контролер)
  - Директор програмного аналізу та оцінки
- Заступник міністра оборони США з постачань, технологій та логістики
  - Директор досліджень та інженірінгу міністерства оборони
  - помічник заступника міністра оборони (постачань і технологій)
  - помічник заступника міністра оборони (логістики й матеріальних засобів)
  - помічник міністра оборони (з програма ЗМУ)
  - директор програм утилізації малого та неперспективного бізнесу
  - помічник заступника міністра оборони (реформ постачання)
  - помічник заступника міністра оборони (передових систем та концепцій)
  - помічник заступника міністра оборони (безпеки середовища)
  - помічник заступника міністра оборони (індустріальних справ)
  - помічник заступника міністра оборони (з інсталяцій)
  - помічник заступника міністра оборони (науки та технології)
- Заступник міністра оборони США з особового складу та підготовки
  - помічник міністра оборони (з політики менеджменту сил)
  - помічник міністра оборони (охорони здоров'я)
  - помічник міністра оборони (справ Резерву)
  - помічник заступника міністра оборони (з боєготовності)
  - помічник заступника міністра оборони (інтеграційних програм)
  - помічник заступника міністра оборони (з планування)
- Заступник міністра оборони США з політики
  - головний помічник заступника міністра оборони з політики
  - помічник міністра оборони (у справах в міжнародній безпеці)
  - помічник міністра оборони (стратегія та зниження рівня загрози)
  - помічник міністра оборони (спеціальні операції та конфлікти низької інтенсивності)
  - помічник заступника міністра оборони (з політики підтримки)
  - помічник заступника міністра оборони (з політики безпеки технологій)
  - Військовий радник місії США при НАТО
- Заступник міністра оборони США з питань розвідки
- помічник міністра оборони (управління військами та розвідки)
- помічник міністра оборони (юрист-радник)
- директор програм тестувань та випробувань